# زوورا
زوورا (انگلیسی: Zuora) شرکت نرم‌افزار آمریکایی است، که در سال ۲۰۰۷ توسط تین تزو تأسیس شد.